# Tratado de Ancón
El Tratado de Ancón, oficialmente Tratado de Paz y Amistad entre las repúblicas de Chile y del Perú, fue firmado el 20 de octubre de 1883, en Lima, aunque fue elaborado en Ancón, por los representantes de Chile, Jovino Novoa Vidal, y del Perú, José Antonio de Lavalle. Este tratado puso fin a la Guerra del Pacífico y estabilizó las relaciones post-bélicas entre ellos.
El acuerdo consta de 14 artículos. El primero restablece la paz, el segundo establece a cesión perpetua e incondicional del  departamento de Tarapacá, y el tercero dispone la ocupación chilena de las provincias de Tacna y Arica por diez años, tras lo cual se realizaría un plebiscito para definir su soberanía. Los artículos cinco al doce regulan aspectos financieros, como la explotación del guano y el salitre, el pago de deudas peruanas y las indemnizaciones a ciudadanos chilenos expulsados del Perú. Los artículos finales estipulan el reconocimiento de los actos administrativos y judiciales durante la ocupación y la ratificación del tratado.
Las negociaciones ocurrieron mientras Lima estaba bajo ocupación por el ejército chileno y fueron lideradas por el gobierno peruano de Miguel Iglesias, quien favorecía una salida negociada con Chile. En oposición estaba el presidente provisorio Lizardo Montero, con sede en Arequipa, quien rechazaba cualquier cesión territorial que planteaban los negociadores chilenos. Tras la derrota peruana en la batalla de Huamachuco (agosto de 1883) y la huida de Montero a Bolivia, el líder militar Andrés Avelino Cáceres reconoció el tratado como un hecho consumado.
El tratado también enfrentó resistencia de los acreedores europeos del Perú, quienes intentaron bloquearlo mediante acciones diplomáticas, pero sus esfuerzos fracasaron ante la postura conjunta de Chile y el gobierno de Iglesias.

## Contexto histórico
Tras la ocupación de Lima por el ejército de Chile en enero de 1881, la guerra del Pacífico no encontró término sino que continuó desangrando ambos países y sumiendo al Perú en una guerra civil que por momentos pareció poner en peligro su existencia como nación. Aunque todos querían la paz, los beligerantes, sobre todo el Perú y Chile, no lograban acordar un tratado de paz. Bolivia tenía una actitud expectaticia, con la esperanza de recuperar los territorios ocupados por Chile en 1879.
En la medida en que se derramaba sangre y se consumían recursos, los costos de la guerra, se endurecían las condiciones de la paz. Si antes de la guerra la disputa era por los impuestos, tras la ocupación de Antofagasta, Chile no se allanó a desocuparla sin garantías como pedía la mediación peruana de José Antonio de Lavalle. Y tras la captura del Huáscar, en una oferta de mediación del ministro plenipotenciario de los Estados Unidos en Bolivia, Solomon Newton Pettis, Chile exigió la cesión de Antofagasta. Durante la conferencia de paz de Arica, en el USS Lackwanna, Chile exigió la cesión de Antofagasta y Tarapacá, más las garantías de que no sería amenazado por un tratado Perú-Bolivia.

### Acreedores
La Era del Guano y la guerra misma habían dejado al Perú sumido en enormes deudas que habían sido garantizadas con la riqueza del guano y el salitre y sus acreedores ejercían presiones e influencias para obtener su pago. Entre los acreedores estaban los financistas de los préstamos de 1868, 1870 y 1872 que habían financiado la construcción de los ferrocarriles del Perú, los poseedores de los bonos con que Perú había pagado la expropiación de las salitreras en 1875, la Casa Dreyfus, encargada de vender el guano peruano en Europa a nombre del estado peruano y que había hecho pagos adelantados al Perú (ver Contrato Dreyfus), la Crédit Industriel et Commercial, un consorcio francés al que M. Prado le dio la consignacion del guano en Europa a cambio de fuertes préstamos al inicio de la guerra pero a la que Piérola había desbancado y reinstalado a Dreyfus, y la Peruvian Company, una compañía estadounidense basada solamente en los supuestos derechos de Alexander Cochet por US$900.000.000 (de la época) a razón de haber sido el descubridor del uso industrial del guano y de Jean Theophile Landreau por US$300.000.000 (de la época) a razón de haber descubierto varias salitreras en Tarapacá. : 435 : 70  (No confundir la Peruvian Company con la Peruvian Guano Company que fue nombrada consignataria en 1876 por 4 años en el llamado Contrato Raphael. : 145 )
Entretanto el gobierno chileno, que había privatizado las salitreras de Tarapacá, había reiniciado la producción y venta de guano y salitre y concedía a los acreedores de la deuda peruana una parte de las ganancias pero la Peruvian Company y la Crédit Industriel no se adscribían al gobierno de Chile sino que ofrecían a los gobiernos de García Calderón y Montero mantener Tarapacá bajo soberanía peruana y pagar una indemnización a Chile a cambio del control de las salitreras y guaneras del Perú.

### Intervención de los Estados Unidos
La administración estadounidense de Rutherford Hayes (1877-81), si bien no logró éxitos, tampoco empeoró la situación, a pesar de la propuesta de su ministro plenipotenciario en Lima, Christiancy, de anexar Perú a los EE. UU. También debe constatarse que la mediación estadounidense logró la firma del tratado de límites de 1881 entre Chile y Argentina.: p50 
El factor que más influyó en la negación peruana a la cesión fue la política de mediación estadounidense durante la administración del presidente de los EE. UU. James A. Garfield (marzo a septiembre de 1881) y su secretario de estado (ministro de RR.EE.) James G. Blaine, llevada a cabo por su representante en Lima Stephen A. Hurlbut, que alentó a los políticos peruanos a no suscribir la entrega de Tarapacá, sugiriendo que los Estados Unidos de América respaldarían militarmente al Perú y Bolivia. La interferencia de intereses económicos privados y falta de profesionalismo condujeron a la prolongación innecesaria de la guerra a través de la mediación norteamericana. : 40 : 49 
Mediante una hábil política de lobby y ofertas de comisiones, la Crédit Industriel logró el apoyo primero del ministro plenipotenciario de EE. UU. en París, Levi P. Morton, que obtuvo a cambio el monopolio de venta del salitre peruano en EE. UU. Morton comunicó a Blaine que el presidente de Francia Jules Grévy condenaba las "pretensiones extravagantes de Chile". J. Blaine apoyó entonces a la firma Crédit Industriel en su proyecto de pagar a Chile una indemnización, impedir la cesión de territorio y dejar Tarapacá bajo el control privado de la empresa. Este plan contaba con el beneplácito del gobierno de García Calderón. Pero cuando la opinión pública estadounidense no mostró interés sino crítica en la intervención, Blaine abandonó el proyecto Crédit Industriel y apoyó a la Peruvian Company. : 435  Para la consecución de sus fines, Hurlbut logró unir a Cáceres y García Calderón en torno a Montero como presidente del Perú (en detrimento de Piérola) y sostuvo que los EE. UU. no aceptarían la cesión obligada de territorio peruano a Chile. Más aún, Hurlbut llegó a negociar la cesión peruana de Chimbote para la marina de guerra de los EE. UU. y Hurlbut obtendría beneficios económicos de la base.
El asesinato del presidente de los EE. UU. James A. Garfield en septiembre de 1881, la toma de posesión del presidente Arthur y su nuevo secretario de estado, Frederick T. Frelinghuysen y la posterior acusación en el senado estadounidense contra Blaine por tráfico de influencias llevaron a EE. UU. y a Chile a firmar el Protocolo de Viña del Mar en que EE. UU.,  entre otros, acepta el derecho de Chile de anexar Tarapacá como indemnización de guerra. Hurlbut murió en Lima y en su reemplazo asumió Trescott como ministro en Lima.
El historiador Jason Zorbas escribió:
in fact, it is possible to state that American attempts to affect the peace settlement not only prolonged the War but made the final peace much harsher on Peru and Bolivia, contrary to America's intentions, and cost America considerable prestige in all three countries.
(de hecho, es posible decir que los intentos estadounidenses de influir en el acuerdo de paz no solo prolongaron la guerra sino que hicieron la paz alcanzada más dura a Perú y Bolivia, contrariamente a las intenciones de los Estados Unidos, y restaron considerable prestigio en los tres países): p66 

## Miguel Iglesias y el Manifiesto de Montán
Al levantar Cáceres las masas campesinas e indígenas para combatir a los chilenos, había creado un conflicto social dentro del país, ya que los campesinos exigían una cuota de poder que los hacendados no podían darles sin afectar la estructura social. Más aún, muchos peruanos se sentían amenazados más por los indígenas que por los chilenos.
El 31 de agosto de 1882, en vista de los desastres que causaban las luchas en el país y a la imposibilidad de derrotar militarmente al ejército ocupante, el coronel Miguel Iglesias, con el apoyo de las provincias del norte del Perú, emitió el manifiesto de Montán, llamando a firmar la paz entre Chile y Perú aceptando la cesión territorial como parte del acuerdo; En diciembre de 1882 se instaló la Asamblea de Montán que proclamó a Iglesias como  "Presidente Regenerador de la República" y lo autorizó a celebrar la paz con Chile. Su enviado José Antonio de Lavalle iniciaron la discusión de un tratado de paz con los negociadores chilenos a cargo de Jovino Novoa Vidal que acordaron las bases del tratado el 3 de mayo de 1883.
Andrés Avelino Cáceres, que se oponía terminantemente a aceptar la cesión de territorios, intentó acabar con el gobierno de Iglesias y marchó al norte, pero fue derrotado en la batalla de Huamachuco el 10 de julio de 1883. La decepción generada por la derrota entre los enemigos de la paz fue aprovechada por Iglesias y Lynch (el jefe del gobierno chileno de ocupación) para consolidar el gobierno de Iglesias, quien llegó a Lima el 23 de octubre de 1883. El 22 de octubre de 1883 el ejército chileno había ocupado Ayacucho, sede del gobierno de Lizardo Montero.
Miguel Iglesias convocó a un Congreso Constituyente que, bajo la presidencia de Antonio Arenas, eligió como Presidente Provisorio al mismo Miguel Iglesias. El acuerdo entre los gobiernos fue firmado el 20 de octubre de 1883 entre Jovino Novoa, por el de Chile, y José Antonio de Lavalle y Mariano Castro Zaldívar por el de Perú.
El tratado fue aprobado en la Cámara de diputados de Chile por 43 votos contra uno. En el Senado de Chile su aprobación fue unánime. La Asamblea Nacional del Perú ratificó el tratado el 8 de marzo de 1884 por 99 votos contra 6. : 468 

## Influencias e intereses
En resumen se puede decir que el gobierno peruano de Iglesias negoció el tratado bajo fuertes presiones internas y externas:
1. cada grupo de acreedores deseaban el pago prioritario y rápido por medio de los ingresos del guano y del salitre
2. Chile exigía la cesión de Tarapacá y control al menos temporal de Tacna y Arica
3. Cáceres y Montero se negaban a aceptar una cesión territorial y consideraban a Iglesias un traidor
4. las tensiones sociales y étnicas en Perú aumentaban con la duración del estado de guerra
5. la duración del gobierno de Iglesias era incierta, toda vez que los chilenos abandonaron Lima

Los negociadores peruanos escribieron al consejo de ministros al entregar el texto acordado: Aunque sus estipulaciones no son ciertamente aquellas a que nuestro patriotismo aspira son, sin embargo, las más ventajosas que pudieran obtenerse, dadas las condiciones en que se halla el Perú
A su vez Chile debía actuar rápidamente ya que
1. enfrentaba una fuerte oposición internacional por mantener la ocupación del Perú[3] : 92
2. los acreedores le acosaban por el pago de las deudas
3. comenzaba a vislumbrar los problemas del tratado de 1881 con Argentina
4. la ocupación tenía un costo humano considerable
5. tenía aún por delante la solución del problema de la salida al mar de Bolivia

Bolivia no reconocía el gobierno de Miguel Iglesias y por lo tanto no participaba de las negociaciones a pesar de lo importante de la materia para el país del altiplano, ya que es la salida natural de Bolivia al mar.
Cabe consignar que en caso no lograrse un acuerdo, el gobierno de Chile hubiese, probablemente, retirado sus tropas hasta el río Sama y esperado a que la frontera internacional se consolidase allí o hubiese entregado una parte o toda la región a Bolivia. : 259 

## Firma del tratado
En diciembre de 1882 Miguel Iglesias fue elegido presidente del Perú por una asamblea en el norte, el 18 de octubre de 1883 Chile reconoció al gobierno de Iglesias y dos días después se firmó el tratado en Lima. 
El Perú ratificó el tratado el 10 de marzo de 1884 y las ratificaciones fueron intercambiadas el 28 de marzo de 1884. : 124  : págs. 606-07 
Junto al tratado se firmó un protocolo complementario que determinaba las condiciones en que quedaría la ocupación militar en el entretanto hasta su retiro: pago por Perú de $300.000 mensuales, abastecimiento desde Chile libre de gravámenes, dos hospitales exclusivos para soldados chilenos y el uso de telégrafos y ferrocarriles en condiciones análogas al gobierno del Perú. (Bulnes, III, 521)

## Las cláusulas del tratado
Los artículos 1°, 2°, 11°, 13° y 14° restablecen la paz (art. 1) y las leyes mercantiles vigentes antes de la guerra (art. 11), ceden a Chile perpetua e incondicionalmente la provincia de Tarapacá (art. 2), reconocen la validez de los actos administrativos y judiciales chilenos ocurridos durante la ocupación militar del Perú (art. 13) y por último, ordenan el intercambio de ratificaciones del tratado antes de 160 días (art. 14).
El artículo 3° fue el más polémico y estipulaba que el territorio de las provincias de Arica y Tacna continuará poseído por Chile durante 10 años tras los cuales un plebiscito decidiría a que país querían pertenecer los habitantes. El país ganador debía pagar $10.000.000 al otro. El plebiscito no se realizó y el statu quo permaneció hasta 1929 cuando Tacna fue devuelta al Perú y Arica quedó como territorio chileno. Según algunos historiadores chilenos (Bulnes III), el "espíritu" del artículo era una cesión encubierta (para salvar el honor del gobierno de Iglesias) de ambas provincias a Chile y destinadas a ser entregadas a Bolivia cuando se firmara la paz con el país del altiplano. Esta interpretación es negada por J. Basadre o por Cárlos Paz Soldan.
Los artículos 4° al 10° se ocupan de las consecuencias económicas del cambio de propiedad de los depósitos de guano y salitre. Chile debía destinar el 50% de las ganancias de la venta de guano desde depósitos ya conocidos al pago de la deuda peruana. Las ganancias obtenidas de depósitos desconocidos antes del tratado serían totalmente para Chile (art. 4), esto era válido para cualquier forma de contrato de venta (art. 7). Perú y Chile debían acordar precios y cantidades de venta para impedir una competencia dañina (art. 5), los acreedores debían hacer calificar sus títulos por las autoridades chilenas (art. 6) y no se reconocerían otros títulos de deuda (art. 8). Las Islas Lobos de Afuera quedarían bajo administración y explotación chilena mientras hubiesen depósitos de guano explotables y el 50% de las ganancias debían ser entregadas al Perú (art. 9 y 10).
El artículo 12° estableció tribunales arbitrales que determinaron las indemnizaciones a pagar a los ciudadanos chilenos expulsados de Perú cuyas bienes habían sido embargados al inicio de la guerra.

## Consecuencias inmediatas del tratado
Cáceres reconoció el tratado "como un hecho consumado" el 6 de junio de 1884 y se concentró en derrocar el gobierno de Iglesias iniciando la guerra civil de 1884-85. Los EE. UU. y el Imperio Alemán reconocieron el gobierno de Iglesias en abril de ese año.: 125  El 3 de noviembre de 1883 Bolivia reconoció al gobierno de Iglesias.
El 15 de febrero de 1884 los gobiernos de Francia, Reino Unido, Países Bajos, Italia, Bélgica y España presentaron una nota de reclamo a los gobiernos de Chile y Perú en que protestaban por la cesión a Chile de depósitos de guano y de salitre que eran garantía de deudas contraídas por el estado peruano con los nacionales de los respectivos países. Perú y Chile respondieron que eran países soberanos que disponían sus tratados de acuerdo a sus intereses. El historiador chileno Mario Barros en "Historia diplomática de Chile" (pág. 472) sostiene que la negativa de EE. UU. y de Alemania a participar en el reclamo amagó la protesta e incluso hizo temer a los europeos consecuencias si se aumentaba la presión sobre ambos países contratantes, aunque si tuvo largas consecuencias en los tribunales.
En agosto de 1884, las tropas chilenas se replegaron hasta la línea del río Sama. 
Otra de las consecuencias de la génesis del tratado fue la normativa estadounidense que prohíbe desde entonces a los diplomáticos de ese país cualquier relación de negocios en el país de su nombramiento.

### Tarata
Tarata quedó bajó la ocupación chilena, pero fue entregada al Perú en 1925, antes del tratado de Lima y por diferentes razones.

### Protocolo de Castellón-Elías
El 8 de enero de 1890 se firmó el protocolo de Castellón-Elías, que entregaba a Perú prácticamente toda la explotación de guano de Tarapacá, bajo la condición de que debía entregarla a los acreedores. A cambio los acreedores reconocían que la deuda transferida a Chile por la ocupación de los depósitos hipotecados se limitaba a la señalada en el tratado de Ancón.: 132 

## La disputa de Tacna y Arica
El plebiscito de Tacna y Arica, que debía realizarse a más tardar en 1894, nunca se realizó y las "Provincias Cautivas", como fueron dadas a llamar en Perú,  permanecieron ocupadas hasta 1929. Aparentemente, no se logró un acuerdo sobre quiénes eran los votantes (solo los nacidos en la zona o los inmigrantes y a partir de cuantos años). El interés chileno en conservar la región para darla como salida al mar a Bolivia, fue también un factor importante.
En 1888 Chile ofreció $10.000.000 por la compra de la región en disputa, en 1890, tras una protesta francesa ante el Perú por el no pago de la deuda, Chile repitió la oferta. Perú ofreció a Chile privilegios comerciales a cambio de la entrega de las dos provincias más facilidades aduaneras para Bolivia.: 134 
En 1904 Chile y Bolivia firmaron el Tratado de Paz que, entre otros, daba garantías a Bolivia para el uso del puerto de Arica y la construcción de una línea férrea entre el puerto y La Paz, comprometiendo en la disputa a sobre Tacna y Arica a un tercer país (como había hecho Bolivia en la Puna de Atacama). Más aún, en un tratado secreto adicional, Chile se comprometió a entregar a Bolivia las dos provincias peruanas en caso de obtenerlas del Perú o una franja en el sur de Arica (Vitor a Camarones), un territorio que no le pertenecía.: 135 
La disputa por Tacna y Arica ensombreció las relaciones entre los ex-beligerantes, pero también influyó en las relaciones con otros países. En 1889 Perú ofreció a los EE. UU. el puerto de Chimbote como estación carbonera para su marina de guerra a cambio de la garantía del último para la integridad territorial del primero.: 136  Por su parte, Chile promovió una "entente" con Colombia y Ecuador así como, en los Pactos de Mayo, consiguió el compromiso argentino de no inmiscuirse en los asuntos de la costa del Pacífico.: 143 
El 9 de abril de 1898 se firmó el protocolo de Billinghurst-La Torre que preveía el plebiscito con la reina de España como instancia decisiva en la selección de los votantes y del miembro neutral del colegio electoral. Perú aprobó el acuerdo, pero el senado chileno solicitó clarificaciones y no fue aprobado.: 142 
En 1910 Bolivia sugirió a Perú entregarle Tacna y Arica para obtener una salida al mar. Perú rechazó la sugerencia.
A partir de 1910, Chile anunció que consideraba el plazo de 10 años como un plazo mínimo para la ocupación de la región en disputa y expulsó a obreros y sacerdotes peruanos durante un proceso de chilenización de la región en disputa. Ese año Chile y Perú rompieron sus relaciones diplomáticas.: 154 
El primero de noviembre de 1920, la delegación peruana en la Liga de las Naciones, una instancia supranacional creada para promover la paz, solicitó ante el organismo internacional la revisión del tratado de Ancón, en particular solicitó el retorno de Tacna, Arica y Tarapacá porque según los nuevos preceptos de la ley internacional no permitían la anexión de territorios y también porque Chile habría anulado el tratado violando sistemáticamente todas las cláusulas favorables a Perú. El mismo día, Bolivia presentó un requirimiento similar que exigía la devolución de Antofagasta. Las propuestas no fueron aceptadas por la asamblea.: 160 
En 1922, el secretario de estado estadounidense Charles Evans Hughes persuadió a los litigantes a aceptar el Acuerdo de Washington de 1922 que preveía una arbitraje sobre la factibilidad del plebiscito previsto en el artículo III del tratado de Ancón y en caso de ser realizable, determinar las reglas a cumplir. En caso de que el referéndum no fuese realizable, presentar alguna otra solución. El arbitró decidió en el Coolidge Award, el 4 de marzo de 1925, que el plebiscito era realizable, pero en 1926 presidente de la comisión encargada de la organización del plebiscito culpó a Chile de impedir la realización del referéndum.: 163 
Finalmente ambos gobiernos acordaron reiniciar sus relaciones diplomáticas y negociar bilateralmente una salida al problema, que acordaron con el Tratado de Lima.
En 1975 Chile y Bolivia firmaron el Acuerdo de Charaña y solicitaron a Perú permitir la entrega de una franja de la provincia de Arica a Bolivia. Perú rechazó la proposición.